# Kara og Shelby Hoffman
Kara Irene Hoffman og Shelby Anne Hoffman (født 2. august 2002) er amerikansk skuespillere. Da de var mindre end et år gamle, overtog de rollen som Kristina Davis i General Hospital. Efter General Hospital fik de rollen som Sunny Baudelaire i filmen Lemony Snicket - En ulykke kommer sjældent alene fra 2004. 

## Filmografi
| År   | Titel                                            | Rolle             |
| ---- | ------------------------------------------------ | ----------------- |
| 2003 | General Hospital                                 | Kristina Davis #2 |
| 2004 | Lemony Snicket - En ulykke kommer sjældent alene | Sunny Baudelaire  |

## Eksterne links
- Kara Hoffman på Internet Movie Database (engelsk)
- Shelby Hoffman på Internet Movie Database (engelsk)